# 필리포 발디누치
필리포 발디누치(이탈리아어: Filippo Baldinucci, 1625년 6월 3일~1696년 1월 10일)는 이탈리아의 미술사학자이자 전기 작가이다.

## 생애
발디누치는 바로크 시대 예술과 예술가들에 관한 가장 중요한 피렌체 출신의 전기 작가이자 미술사학자 중 한 사람으로 여겨진다. 메디치 가문의 후원을 받은 그는 조르조 바사리의 전기 작품을 보완하고 확장함으로써 새로운 바사리가 되기를 열망했다. 그는 바사리가 누락한 프랑스 및 플랑드르 예술가들의 전기도 추가하였다. 그의 가장 중요한 저서는 예술가들에 관한 전기 사전으로, 《필리포 발디누치의 예술가 전기》라는 이름으로 1681년에 출간되기 시작해 사후에도 계속 출간되었다.
발디누치의 잔 로렌초 베르니니에 관한 전기는 1682년에 출간되었다.
발디누치는 피렌체 상류층의 유력하고 부유한 가문 출신이었다. 그는 저술 외에도 분필로 초상화를 그리거나 점토로 모형을 만들었으며, 친구들을 생동감 있게 그린 분필 초상화 중 다수가 오늘날 우피치 미술관에 소장되어 있다. 그는 페르디난도 2세 데 메디치 대공의 동생이자 학자이자 예술 후원가였던 레오폴도 데 메디치 추기경의 장부 정리 담당으로 1664년부터 일했고, 추기경 사후에는 대공의 미술품 컬렉션의 사실상 큐레이터 역할을 하게 되었다. 이로써 그는 이탈리아 최고의 감식가 중 한 사람으로 명성을 쌓았다. 그는 메디치 컬렉션 중 우선 드로잉, 이어서 회화 부문을 재분류하고 보완했는데, 이 작업은 당시 가장 현대적인 방식으로 조직과 완결성에 초점을 맞춘 선구적인 작업이었고, 이는 이후 우피치 미술관 소장품의 기반이 되었다.
이처럼 세밀한 작업은 당시로서는 참신하고 검증되지 않은 개념이었던 '화가 개개인의 필치를 구분하는 능력'에 기반한 것이었다. 이는 익명성이 일반적인 이탈리아 드로잉의 작가를 추정할 수 있게 해 주는 '감식'이라는 분야를 여는 계기가 되었고, 예술 작품의 감별 및 평가 방식에 새로운 길을 제시했다. 『보카볼라리오』(미술 용어 사전)에서는 '양식(style)'이라는 개념을 14개로 정의하고 80가지 용어를 사용해 이를 설명했으며, 일부 용어는 '형편없는' 예술에도 적용되었다.
이러한 연구에서 발전한 것이 《노티치에》(Notizie)로, 그는 이 책을 통해 바사리의 《미술가 열전》을 의식적으로 계승하고자 했다. 발디누치의 저작은 특정 지역(바사리는 토스카나 화가들에게 편향되어 있었다)에 한정되지 않고 이탈리아 전역, 더 나아가 그 너머까지 예술가들의 삶과 작품을 조망한 최초의 미술사 저작이었다. 그는 거장들의 상호 영향 관계를 면밀히 연구했으며, 문서와 기록 보관소를 철저하게 활용한 그의 방식은 훗날 미술사라는 학문이 자리 잡는 데 선구적인 역할을 했다.
그는 1681년에 발표한 《보카볼라리오》(Vocabolario)에서 미술과 기술 용어를 소개했는데, 이는 순수 미술뿐 아니라 금세공, 피에타 두라(석재 공예), 안료, 도구 등에 이르기까지 다양한 분야를 아우른 것이었다.
그와 동시에 발디누치는 반종교개혁과 바로크 시대의 인물로서, 시대적 특성을 잘 반영하는 인물이기도 했다. 예수회 학교에서 교육받은 그는 매우 독실했으며, 결혼 전에 이냐시오 데 로욜라의 《영신 수련》 전체를 수행하며 독신 생활을 할지를 고민할 정도였다. 그의 아들 세 명은 성직자의 길을 걸었고, 그중 안토니오 발디누치는 예수회 선교사가 되어 훗날 시복되었다.
그는 바로크 예술에 깊은 애정을 가졌고, 수사적 기교와 비유가 풍부하게 이어지는 주기적 문체로 글을 썼다. 그의 예술 이해는 신앙에 깊이 기반했으며, 그는 예술을 신의 영감이 특별한 이들에게 내려지는 선물이라 믿었고, 그렇게 선택받은 예술가들의 삶을 세심하게 기록했다.
발디누치의 전기는 그의 아들이 처음 집필했으며, 발디누치의 메모들은 피렌체 국립중앙도서관(Biblioteca Nazionale Centrale di Firenze)의 필사본(Fondo Nazionale II.II.110)에 보관되어 있다.

## 저작
- 《동판화 예술의 시작과 발전 및 여러 뛰어난 동판화가들의 전기》(Comminciamento e progresso dell'arte dell'intagliare in rame colle vite di molti de' più eccellenti maestri della stessa professione...)[7], 피렌체, 1667년 및 이후 판본들. 발디누치가 직접 제작한 동판화가 서판으로 실렸다. 이 책에는 이탈리아에서 처음으로 렘브란트 판화에 대한 언급이 등장한다.
- 《도상예술의 토스카나어 용어사전》(Vocabolario toscano dell'arte del disegno)[8], 피렌체, 1681년. 1976년에 재출간됨.
- 《필리포 발디누치의 예술가 전기》(Artists in biographies by Filippo Baldinucci), 전 6권, 피렌체, 1681–1728년. 일부는 사후에 출간되었다. 아. 마테올리(A. Matteoli)가 추가 자료를 보완한 제2판이 1725–1730년 사이에 간행되었으며, 1975년 로마에서 재출간되었다.
- 《기사 지오반니 로렌초 베르니니의 생애, 빈첸초 카폰니에게 보내는 편지, 미술에 대한 밤샘 이야기, 학술 강연》[9]은 1682년 《노티치에》 제2권 말미에 함께 수록되었다.

## 발디누치와 매장 특권에 관하여
《Filippo Baldinucci on the Privilege of Burial》는 로버트 브라우닝이 1876년 시집 《Pacchiarotto, and How He Worked in Distemper》에 수록한 시의 제목으로, 이는 발디누치가 예술가 로도비코 부티에 대해 쓴 전기에 수록된 일화를 바탕으로 한 것이다.